# 简明中国哲学史
《简明中国哲学史》，杨荣国主编，李锦全、吴熙钊编著，1973年7月出版。1975年5月出版修订版第2版。第一版注重唯心主义和唯物主义的斗争，第二版则引入儒法斗争。

## 评论
- 周问石：“《修订本》给中国哲学史上的一个个唯物主义思想家戴上‘法家’的桂冠，或挂上‘反儒尊法’的牌号，把中国哲学史上唯物主义与唯心主义，辩证法与形而上学的斗争及其所反映的中国历史上各个时期的阶级斗争，歪曲为封建地主阶级内部尊儒和尊法的斗争，完全搞乱了中国哲学史上的阶级阵线、唯物主义和唯心主义的阵线。”[1]